# Carini (singolo)
Carini è il singolo di debutto della cantautrice italiana Vale LP, pubblicato il 13 novembre 2020.

## Descrizione
Il brano, scritto dalla stessa cantautrice con Rosario Castagnola, in arte D-Ross, e Sarah Tartuffo, in arte Star-t-Uffo, è prodotto da questi ultimi due.

## Tracce
Testi e musiche di Valentina Sanseverino, Rosario Castagnola e Sara Tartuffo.
1. Carini – 2:30

## Formazione
- Valentina "Vale LP" Sanseverino – voce
- Rosario "D-Ross" Castagnola – pianoforte
- Sarah "Star-t-Uffo" Tartuffo – pianoforte